# Чернов, Сергей Александрович (герпетолог)
Сергей Александрович Чернов  (28 июля 1903, Харьков — 2 января 1964, Ленинград) — советский герпетолог. 

## Биография
Родился 28 июля 1903 года в Харькове на Украине. Окончил Харьковский институт народного образования, учился у Александра Никольского (1858—1942).
Он стал куратором отдела герпетологии Зоологического музея Академии наук в Ленинграде в 1930 году, где сменил Сергея Царевского. Царевский служил диаконом в Моисеевской церкви на Пороховых и был снят с поста заведующего отделом в 1929 году, а в 1931 арестован по "церковному делу". 
В ноябре 1929 г. окончил аспирантуру. Согласно правилам того времени, он защитил аспирантскую (промоционную) работу на тему «Изменчивость и постметаморфозный рост у Amphibia», что послужило основанием для присуждения ему звания научного сотрудника. В 1949 году защитил докторскую диссертацию на тему "Пресмыкающиеся Таджикистана и происхождение современной герпетофауны Средней Азии". 
Чернов изучал фауну Туркменской ССР (1932), Кавказа (1937—1939) и Таджикистана (1942—1944). Участник многих научных экспедиций.
Внёс большой вклад в исследование систематики ящериц и змей, в изучение состава, зоогеографии и истории формирования герпетофауны Средней Азии. Среди его многочисленных публикаций — «Определитель пресмыкающихся и земноводных СССР» (совместно с Павлом Терентьевым (1903—1970), который издавался трижды в СССР (1936, 1940 и 1949) и был переведён на английский язык в 1965 году. Ученик Чернова — Илья Даревский (1925—2009) — сменил его на посту куратора отдела герпетологии. 
Умер 2 января 1964 года в Ленинграде. Похоронен на Северном кладбище Санкт-Петербурга.

## Память
В 1953 году в честь своего учителя И. С. Даревский назвал новый вид  — гологлаза Чернова (лат. Ablepharus chernovi).

## Награды
- Орден "Знак Почёта" (1945 г.)
- Медаль "За оборону Ленинграда" (1945 г.)
- Медаль «За доблестный труд в Великой Отечественной войне 1941–1945 гг.» (1946 г.)
- Орден Трудового Красного Знамени (1953 г.)